# Jevíčka
Jevíčka är ett vattendrag i Tjeckien. Det ligger i den östra delen av landet, 170 km öster om huvudstaden Prag.